# Koftgari

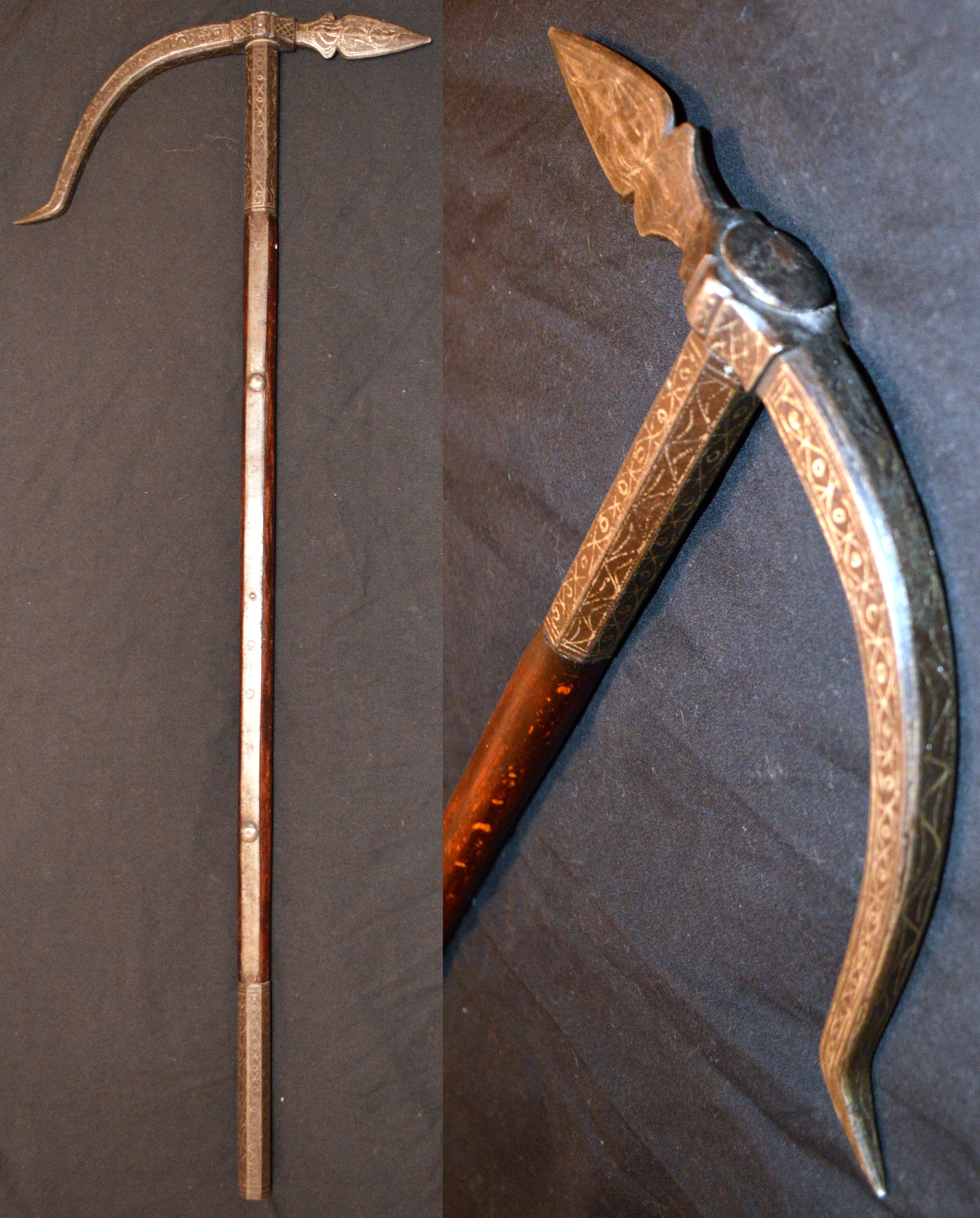
Esempio di Koftgari in argento

Il Koftgari è una tecnica indiana ad intarsio attraverso il quale l'acciaio viene decorato con metalli preziosi come l'oro o l'argento; viene solitamente applicato alle lame o alle spade.

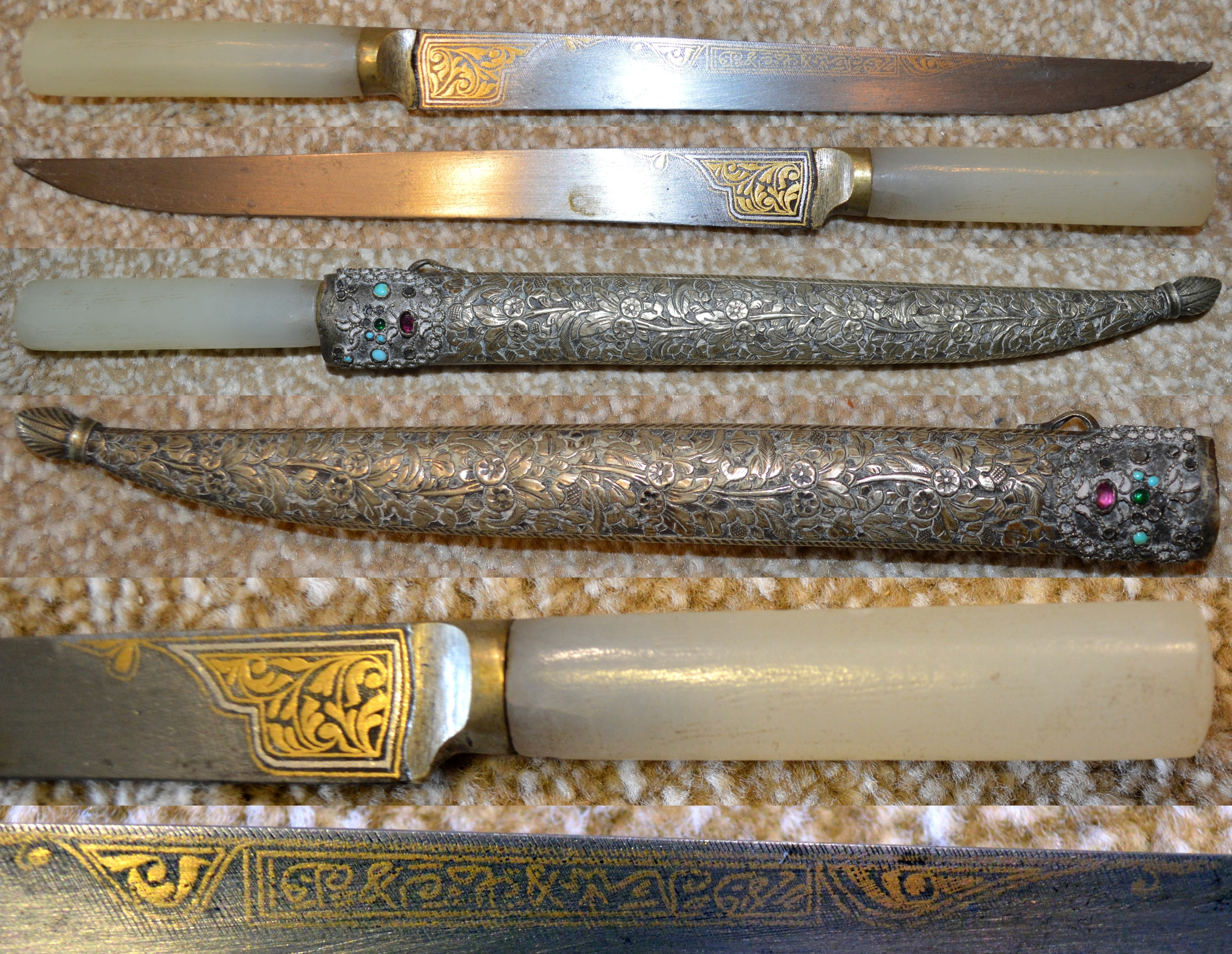
Lame ottomane decorate con la tecnica Koftgari

Il termine koftgari deriva dalla parola persiana koft, che significa "invocato". Kofter si traduce come "oro-perforatore." Questa tecnica comporta l'incisione sull'acciaio a cui poi viene applicato un filo d'oro sulla parte superiore della linea incisa. Il filo viene poi martellato nell'acciaio in modo tale che aderisca ad essa. Il pezzo viene poi riscaldato e martellato, dopo di che la superficie è lucidata con una pietra porosa. La tecnica è stata particolarmente popolare in Iran e in India tra il 1600 e il 1800 e fu principalmente utilizzato per decorare armi e armature. Dal 1800 circa tale tecnica ha cominciato ad essere applicato ad altri oggetti di solito ornamentali casalinghi, come per esempio i candelabri.